# Hearts of Iron
Hearts of Iron è un videogioco strategico sviluppato da Paradox Entertainment e Strategy First.
il gioco si svolge negli anni 1936-1948 ed è possibile controllare una qualunque nazione che fosse presente sul pianeta al tempo della seconda guerra mondiale. Si tratta di un gioco per computer compatibile con Windows prodotto nel 2002, ma è disponibile anche una versione per Macintosh presso Virtual Programming.
Hearts of Iron fu proibito nella Cina, presumibilmente perché nel gioco Tibet e Sinkiang appaiono come nazioni indipendenti.

## Struttura di gioco
Hearts of Iron è basato sul collaudato motore di Europa Universalis con molti aggiornamenti e particolarità:
- un albero tecnologico molto dettagliato diviso in quattordici sezioni (fanteria/artiglieria/industria/sistemi elettronici/unità corazzate/marina/nucleare/velivoli leggeri/velivoli pesanti/sommergibili/tattiche terrestri/tattiche navali/tattiche aeree) con dozzine di tecnologie ricercabili in ogni sezione e la possibilità di personalizzare alcune unità;
- un modello economico basato su quattro risorse naturali: carbone, acciaio, gomma e petrolio, dalle quali dipendono le industrie e l'esercito;
- possibilità di scegliere i politici e i generali;
- dozzine di unità militari, dalla milizia coloniale ai MBIC;
- un modello meteo, che influenza l'efficienza e di movimento e combattimento delle unità e dei rifornimenti.

Lo scopo del gioco è sopravvivere alla seconda guerra mondiale,con il giocatore che può causare o assistere a eventi storici realmente esistiti.
Nel gioco sono presenti tre alleanze principali (gli Alleati, l'Asse e il Comintern, che è solo cobelligerante), nelle quali il giocatore può entrare o meno, considerando però che ci sono dei limiti: non vedremo mai gli Stati Uniti nell'Asse o l'Italia nel Comintern. Il gioco finisce se resta una sola di queste tre alleanze o se si giunge al 30 dicembre 1947; l'alleanza che vince è quella che ha il maggior numero di punti vittoria a questa data. Esiste comunque una patch che permette di continuare il gioco fino al 2199.